# Internazionali di Tennis Città di Parma
Gli Internazionali di Tennis Città di Parma sono un torneo di tennis maschile in singolare e in doppio che fanno parte dell'ATP Challenger Tour nella categoria Challenger 80. La prima edizione si è svolta nel 2020, si tiene annualmente sui campi in sintetico del PalaRaschi di Parma, in Italia. È organizzato dalla MEF tennis events con un montepremi di 52.080 dollari per la prima edizione. Non vanno confusi con gli Internazionali di Tennis Emilia Romagna, un altro Challenger organizzato dalla MEF Tennis Events sui campi in terra rossa del Tennis Club President della vicina Montechiarugolo.

## Albo d'oro

### Singolare
| Anno | Campione            | Finalista   | Punteggio |
| ---- | ------------------- | ----------- | --------- |
| 2020 | Cedrik-Marcel Stebe | Liam Broady | 6–4, 6–4  |

### Doppio
| Anno | Campioni                         | Finalisti                   | Punteggio |
| ---- | -------------------------------- | --------------------------- | --------- |
| 2020 | Grégoire Barrère Albano Olivetti | Sadio Doumbia Fabien Reboul | 6–2, 6–4  |